# زبان میکماک
میکماک (Miꞌkmaq ) نام زبانی است از خانواده زبان‌های آلگونکویان شرقی. گویشوران این زبان یازده هزار تن‌اند که همگی از قوم میکما می‌باشند که در ایالات متحده آمریکا و کانادا می‌زیند. خود میکماها زبان خود را به یکی از سه نام Lnuismk، Míkmawísimk یا Míkmwei می‌خوانند.
چند جاینام در آمریکای شمالی ریشه در زبان میکماک دارد. برای نمونه آمکی به معنای جای تفریح. گاسپه به معنای پایان زمین. اروزتوک به معنای آب پاکیزه.